# Мавританская архитектура

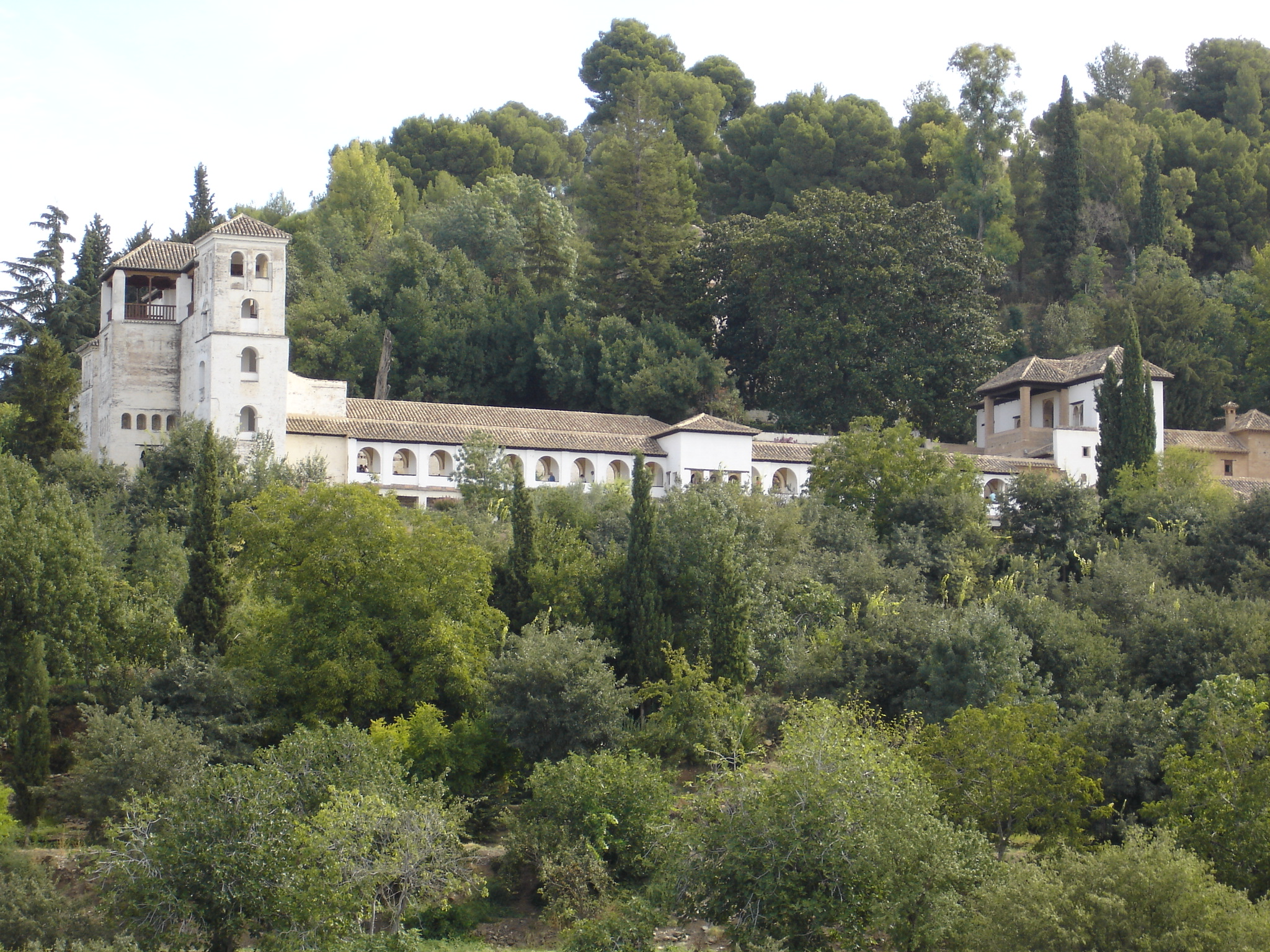
Хенералифе

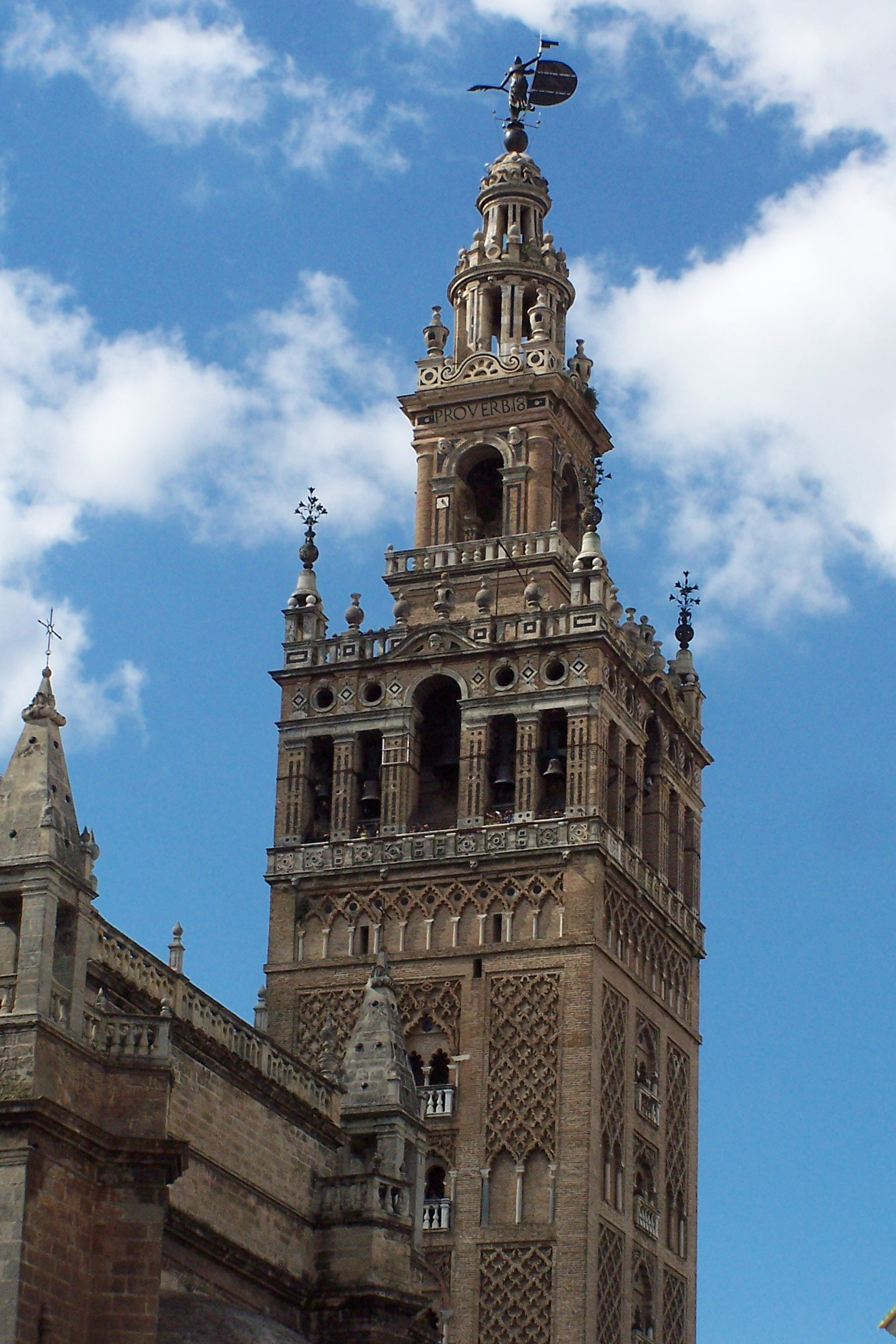
Хиральда

Мавританская архитектура — это архитектурный стиль, сформировавшийся под влиянием берберского и испанского стилей в Северной Африке и Аль-Андалусе.

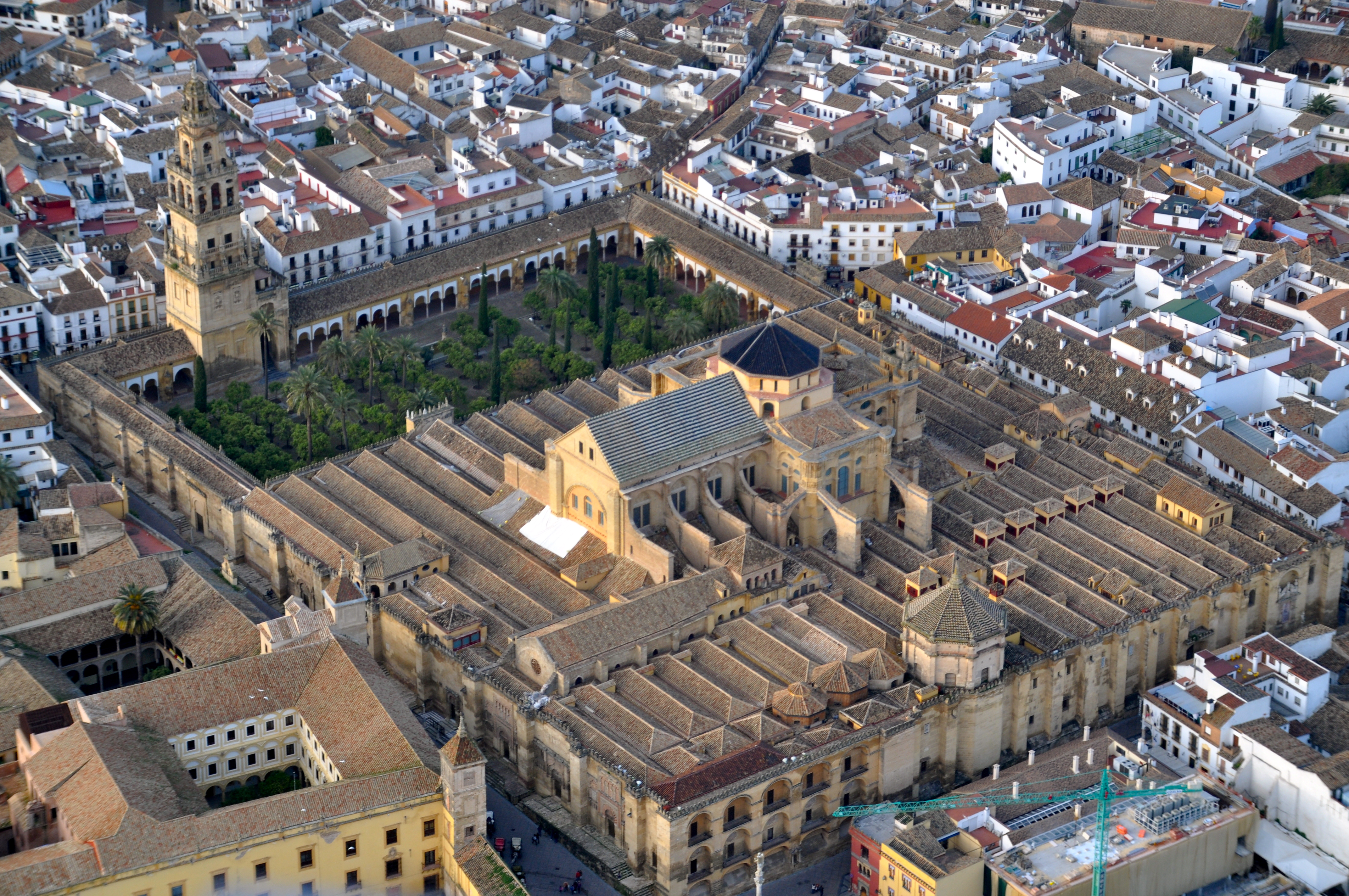
Внешний вид Кордовской мечети

В начале VIII столетия арабы образовали в Испании халифат, который в XIII веке сократился до крошечного Гранадского эмирата и пал в 1492 году. Непосредственное соседство с христианским Западом, непрекращающиеся столкновения между маврами и христианами, физические особенности Пиренейского полуострова, плодородность его почвы, благодатность климата и другие условия, позволившие испанским маврам жить жизнью, разительно отличающейся от жизни их соплеменников в других странах, коренным образом изменили их характер из сурового и воинственного в мягкий, культурный, рыцарский, и способствовали высокому развитию их искусства.
В мавританской архитектуре следует различать три периода: образцом первого может служить Большая мечеть в Кордове (ныне католический собор); образцами второго или переходного периода являются башня Хиральда и Алькасар в Севилье, а о третьем периоде — периоде высшего совершенства мавританского стиля — дают наглядное представление гранадские дворцы Альгамбра и Хенералифе. Мавританский стиль ярко проявился впоследствии в архитектуре синагог Европы.
Испанские мавры находились в тесной связи со своими соплеменниками на северном берегу Африки, где они до сего времени населяют Тунис, Алжир и Марокко. Связь эта должна была, сверх всего прочего, выразиться в сходстве архитектуры у тех и других. Действительно, в дошедших до нас памятниках старинного африканско-арабского зодчества мы видим те же общие формы, те же арки и колонны, ту же орнаментацию, что и в испано-мавританских постройках, но разработанные с меньшей последовательностью и полнотой. Это заставляет относить их ко времени, более раннему, чем последний период исламского искусства в Испании, преимущественно к XII веку, когда отношения между испанскими и африканскими арабами были особенно близки. Таким образом, например минареты при главной мечети Марокко имеют большое сходство с Хиральдой, и можно верить преданию, называющему строителем их того же Гебра, которым сооружена эта последняя.

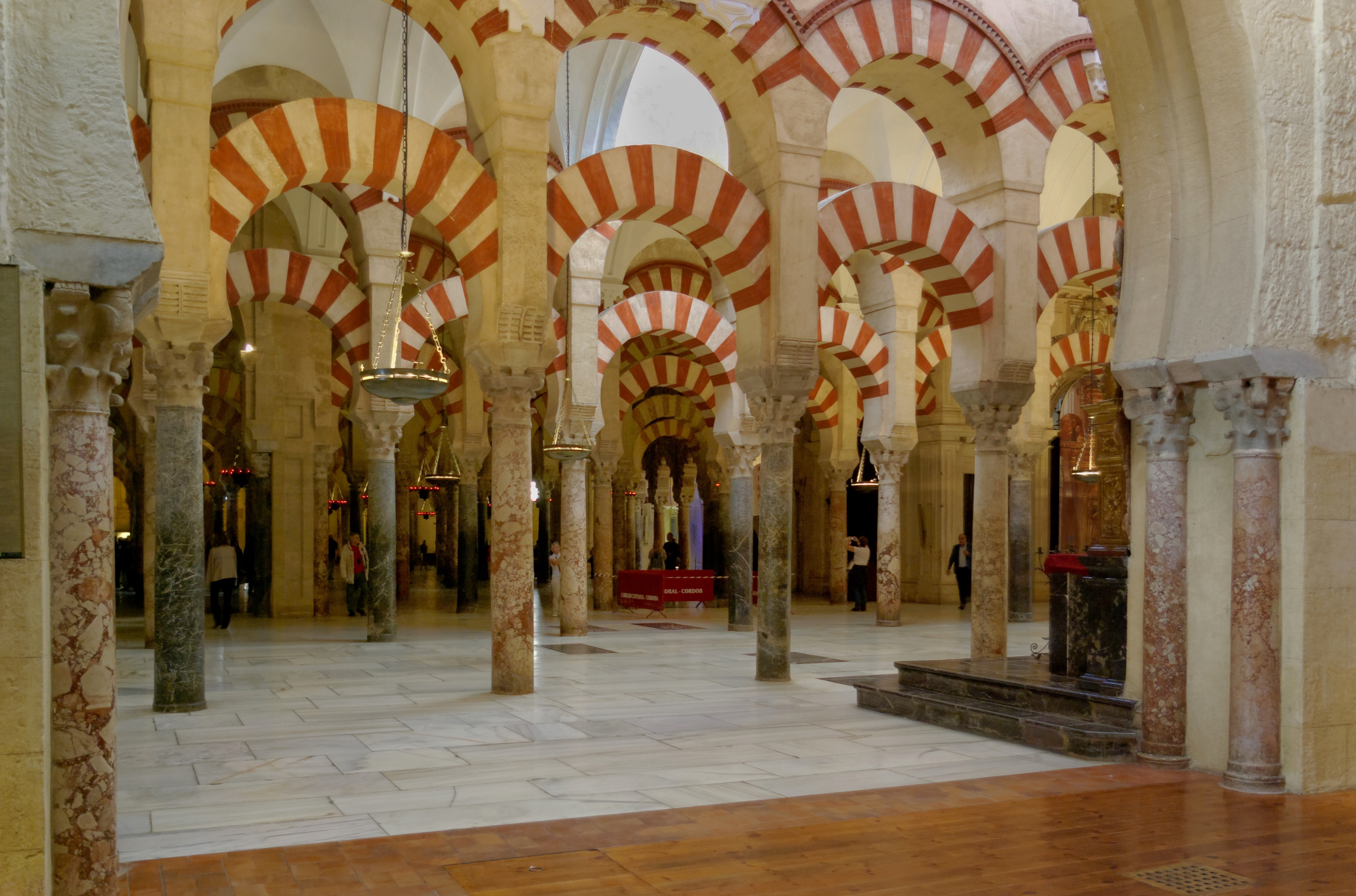
Внутренний вид Кордовской мечети

## Мескита
Первый кордовский халиф, Абдуррахман, задумав соорудить в своей столице мечеть, которая может соперничать со знаменитыми святилищами Палестины и Сирии, заложил её в 786 г. по плану, схожему с планом главной дамасской мечети, но приказал сделать её более обширной и роскошной. Изо всех подвластных ему земель были свезены в Кордову античные колонны с их капителями; много таких же колонн прислал в подарок византийский император; но так как количество готовых колонн все-таки оказалось недостаточным, то по образцу древних были исполнены новые. Мечеть была достроена после смерти Абдуррахмана. Через сотню лет она стала тесна для большого количества прихожан. По этой причине с конца Х до половины XII века постоянно делались пристройки к ней.
Кордовская мечеть представляет в плане громадный четырёхугольный двор, с трех сторон обнесенный рядом аркад на колоннах. Другая, большая часть сооружения разделена колоннами на одиннадцать нефов, к которым впоследствии прибавлено сбоку ещё восемь. Каждый неф имел свой выход на двор. Нефы были покрыты деревянным потолком, который теперь заменили своды. В глубине среднего из 11 нефов, более широкого, чем остальные, находится михраб — восьмигранная ниша с полукуполом в виде раковины, вырубленным из цельного камня. Неподалеку от михраба, в одном из соседних к нему нефов, устроено особое отделение, огороженное пилястрами и крытое куполом; это пространство, первоначальное назначение которого неизвестно, называется ныне Villa viciosa. В нём, а также на стенах поблизости к михрабу, главным образом сосредоточена роскошная лепная орнаментация.
В мечети насчитывается 850 колонн. Так как столь обширное здание требовало и значительной высоты, а колонны были слишком коротки, то пришлось прибегнуть к надставке четырёхугольных столбов над капителями колонн и к особому расположению арок, которым, с той же целью достижения большей высоты, вообще придана повышенная подковообразная форма, получившая с той поры широкое распространение в мавританской архитектуре. Упомянутое расположение состоит в том, что выше арок, соединяющих капитель с капителью, помещены ещё вторые арки, перекинутые с вершины одной надколонной надставки на другую. Кроме того, в некоторых местах, например близ михраба и в Villa viciosa, между нижней аркой, образующей несколько полукруглых фестонов и верхней, просто подковообразной аркой, сложена в пролёте полуарка, которая, вместе с такой же полуаркой соседнего пролёта, составляет полную, также полилобную арку, как бы проходящую сквозь надколонный столб. Благодаря такому сплетению арок внутренность мечети получила вид какого-то сказочного окаменелого леса, в котором вместо древесных стволов стоят мраморные, гранитные и порфировые колонны, а в вершине этих стволов изгибаются и переплетаются между собой огромные ветви, полосатые от белого и красного камня, из которого они сложены. Оригинальность и живописность этой архитектуры усиливаются лепными украшениями, яркими красками и позолотой, обильно покрывающими собой стены, потолочные балки и фризы под ними.
Что касается внешнего вида кордовской мечети, то она производит впечатление прочности и серьёзности. Редкие окна в стенах, лишенных всякой разделки, обставлены по обеим сторонам колонками, загорожены мраморными плитами с ажурным узором и имеют вверху вид подковы, окаймленной рельефным орнаментом. Такая же форма дана и входным воротам. Каждому поперечному нефу соответствует выступ, служащий для стены контрфорсом. Эти выступы сообщают мечети сходство с крепостью, тем более, что стены увенчаны рядом зубцов.

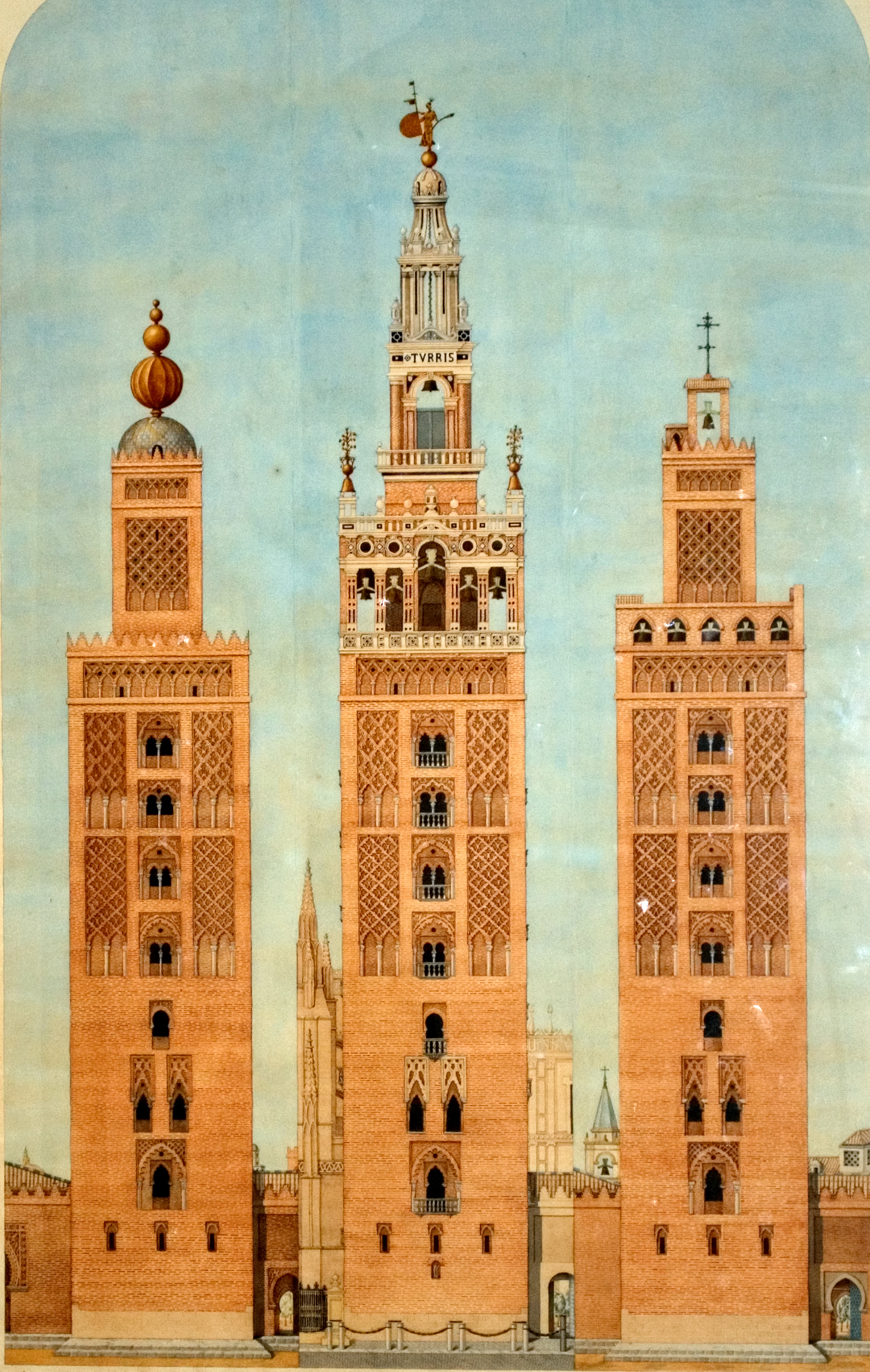
Хиральда в разных эпохах

## Хиральда
Постройки в Севилье относятся к более позднему времени. В 1172 г. была сооружена в этом городе большая мечеть, останки которой доныне сохранились в северной и западной частях местного собора. В них уже заметна некоторая перемена стиля, о которой, однако, гораздо лучшее понятие дает принадлежавший к мечети минарет, превратившийся в соборную колокольню и известный под названием Хиральды (Гиральды). В противоположность большинству минаретов, обыкновенно многогранных или цилиндрических, тонких и стройных, Хиральда имеет форму массивного прямоугольного параллелепипеда. Строителем этой башни, как гласит предание, был знаменитый арабский зодчий Гебр, или Гебер. Башня сложена из кирпича и белого камня и представляет внизу, до некоторой высоты, совершенно голые стены, а выше — рельефную орнаментацию, имеющую вид узорчатых панно, обрамленных гладкими полосами. Мотив узора напоминает переплетающиеся полилобные арки, какие мы видели в кордовской мечети, причем изображены внизу узора даже колонки, поддерживающие эту сеть арок. Такой мотив орнаментистики — очень характерный в двух последних периодах мавританского искусства. На каждой стороне Хиральды, в середине, расположены друг над другом двулопастные окна, обделанные в каждом этаже на особый лад, с подковообразным, стрельчатым или полилобным верхом и украшенные балкончиками. Внутри, вместо лестницы, устроен ряд наклонных плоскостей, по которым два рядом идущих всадника на лошадях могут добраться до верхней площадки башни.

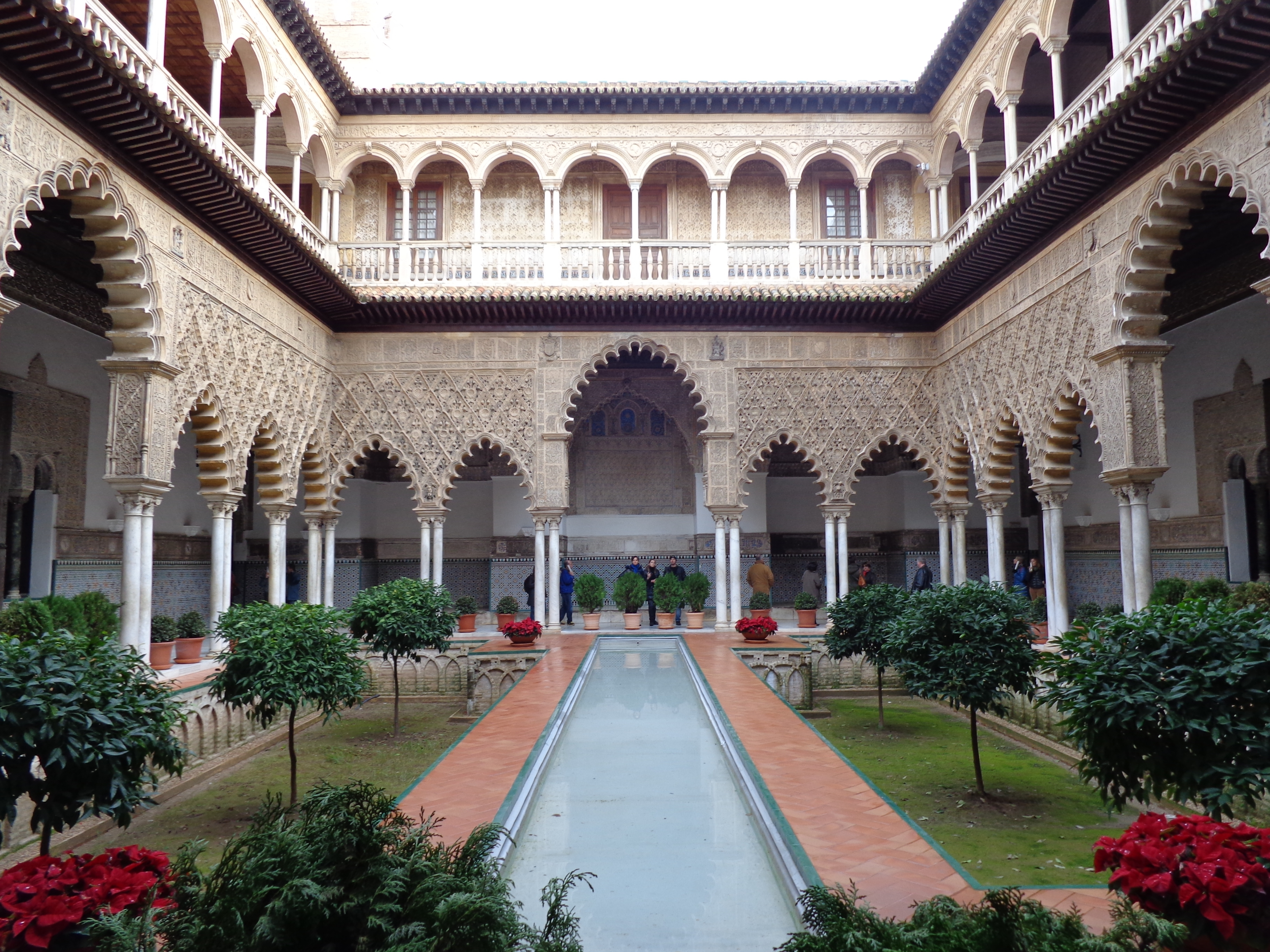
Севильский Алькасар

## Алькасар
Третье примечательное мавританское здание Севильи — укрепленный дворец Алькасар, построенный в XII и получивший пристройки в XIII веке. После того, как Севилья перешла во власть испанцев, он стал дворцом кастильских королей и с тех пор неоднократно подвергался переделкам, до такой степени изменившим его внутренность, что она уже утратила определённость стиля. При всем том, общее расположение и отдельные части Алькасара сохранили восточный характер. Дворец состоит из нескольких открытых дворов, вокруг которых группируются галереи и залы, со стенами, украшенными вверху лепным орнаментом, близким по рисунку к орнаментации Хиральды, а внизу обложены цветными изразцами, представляющими геометрический узор.

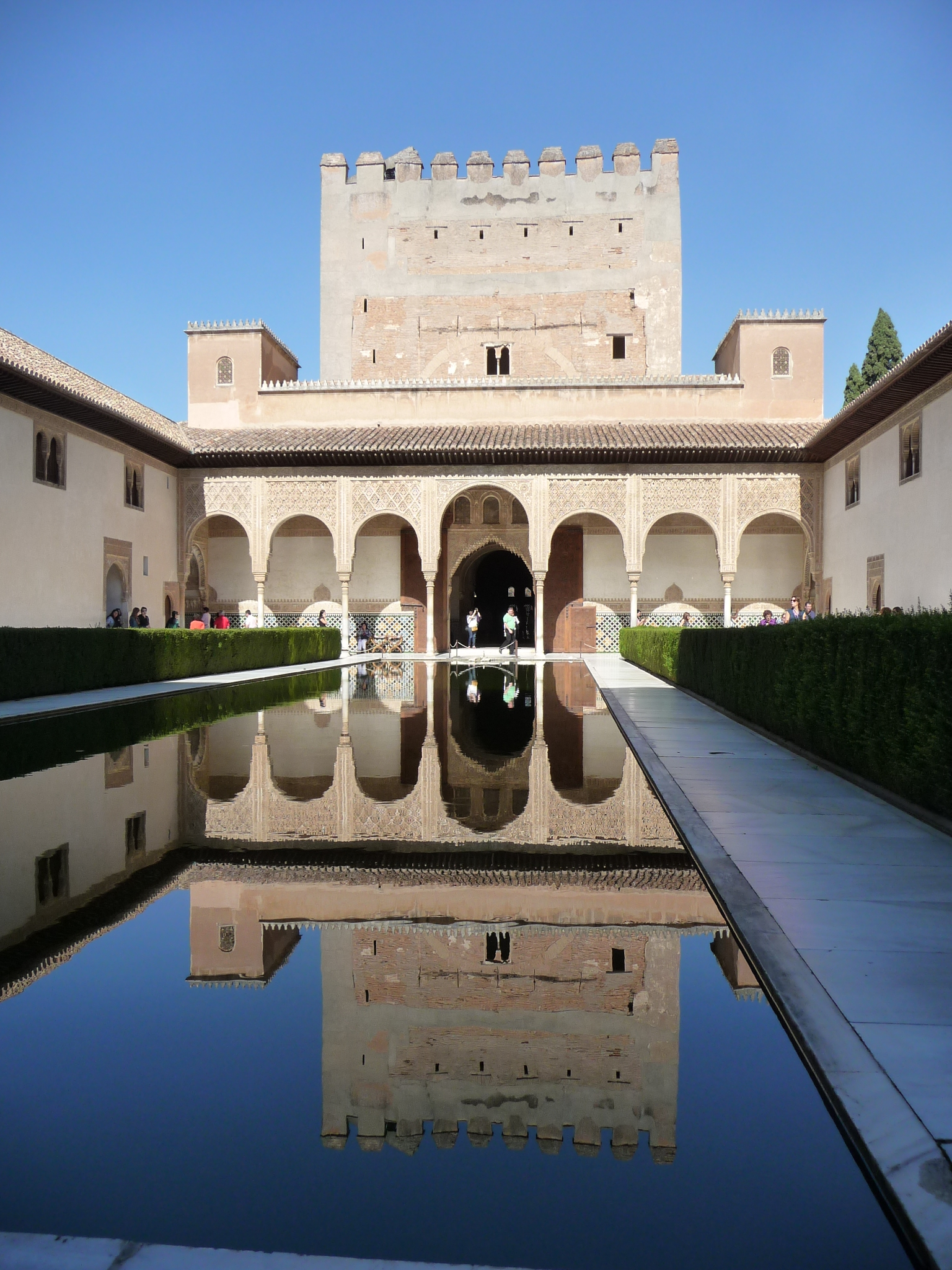
Альгамбра

## Альгамбра
Дворец цитадели Альгамбры, составляющий доныне главную достопримечательность города. За исключением «Ворот суда» и других, ведущих в цитадель, в ней уже нигде не встречается арок в виде подковы: все вообще арки — полуциркульные, с приподнятым центром, с архивольтом, убранным сталактитами, и с софитом, изрезанным маленькими полукружиями, как бы мелкой гофрировкой. Арки или поднимаются прямо с карниза над капителью колонны, отступая от него небольшим каблучком, или опираются на кронштейны повыше капителей. Есть арки, которые нельзя назвать арками в строгом смысле слова; оба их конца поднимаются отвесно над абакой капители, а затем ломаются вовнутрь и сходятся вверху прямолинейно, в виде фронтона. Другие арки ещё менее похожи на настоящие: они образуют, например в павильонах Львиного двора и в зале принцесс, то восходящую, то снова опускающуюся линию, разбитую на части сталактитами. Колонны, поддерживающие арки, чрезвычайно тонки, стройны и снабжены капителями прелестной формы и не совсем удачными базами, а иногда обходятся и вовсе без баз.
Стены внутри дворцовых зал и галерей облицованы снизу, по локоть или плечо человека, цветными изразцами или кафельной мозаикой более или менее затейливого геометрического узора. Над подобной панелью простирается вверх лепной рельефный орнамент очень сложного и запутанного рисунка, теперь полинявший, но некогда игравший позолотой и яркими цветами. Эта раскраска разнообразила его до такой степени, что, несмотря на сходство лепного узора в некоторых помещениях, каждое из них имело свой характер единственно вследствие различного сочетания на его стенах золота и трех главных красок, белой, красной и голубой. Мотивы орнаментации, покрывающей не только стены, но и пространства между арками и капители колонн, составляют двухконечные листья на тонких стеблях, стручки, распуколки цветов, плоды ананаса — все это перепутанное одно с другим, закручивающееся и смешивающееся с комбинациями геометрических линий. Кроме того, составной частью орнамента служат куфические надписи, тянущиеся в виде фризов или заключенные в медальонах. Причудливая роскошь архитектурного убранства дворца довершается (например во дворе львов) ажурной заделкой пространств между пролетами арок и сталактитами, обильно одевающими потолочные своды (например в зале Абенсеррагов и зале Посланников). Такие же арки, колонны и стенную отделку, как в Альгамбре, мы находим в другом мавританском дворце Гренады, Хенералифе, архитектура которого, однако, значительно проще и умереннее.